# Esahateaketarpar
Esahateaketarpar (E-sah-a-te-ake-tar-par), jedna od lokalnih skupina Brulé Siouxa koje 1804. spominju Lewis & Clark i čiji je glavni poglavica bio Tartonggarsarpar (Tatónka-tsapa, Black Buffalo Bull). 
Ime im dolazi iz santee jezika “Isanyate” 'Santee' i “ektapa” 'prema', 'ka'.